# Telhèda
Teilhède és un municipi francès situat al departament del Puèi Domat i a la regió d'Alvèrnia-Roine-Alps. L'any 2007 tenia 404 habitants.

## Demografia

### Població
El 2007 la població de fet de Teilhède era de 404 persones. Hi havia 170 famílies de les quals 40 eren unipersonals (24 homes vivint sols i 16 dones vivint soles), 55 parelles sense fills, 59 parelles amb fills i 16 famílies monoparentals amb fills.
La població ha evolucionat segons el següent gràfic:
Habitants censats

### Habitatges
El 2007 hi havia 206 habitatges, 170 eren l'habitatge principal de la família, 16 eren segones residències i 20 estaven desocupats. Tots els 205 habitatges eren cases. Dels 170 habitatges principals, 157 estaven ocupats pels seus propietaris, 9 estaven llogats i ocupats pels llogaters i 4 estaven cedits a títol gratuït; 2 tenien dues cambres, 23 en tenien tres, 53 en tenien quatre i 92 en tenien cinc o més. 139 habitatges disposaven pel capbaix d'una plaça de pàrquing. A 57 habitatges hi havia un automòbil i a 107 n'hi havia dos o més.

### Piràmide de població
La piràmide de població per edats i sexe el 2009 era:
| Homes | Edats   | Dones |
| ----- | ------- | ----- |
| 0     | 95 o +  | 0     |
| 0     | 90 a 94 | 0     |
| 4     | 85 a 89 | 4     |
| 0     | 80 a 84 | 8     |
| 0     | 75 a 79 | 8     |
| 4     | 70 a 74 | 4     |
| 12    | 65 a 69 | 12    |
| 16    | 60 a 64 | 4     |
| 24    | 55 a 59 | 0     |
| 4     | 50 a 54 | 40    |
| 20    | 45 a 49 | 24    |
| 12    | 40 a 44 | 4     |
| 4     | 35 a 39 | 16    |
| 24    | 30 a 34 | 8     |
| 4     | 25 a 29 | 4     |
| 8     | 20 a 24 | 4     |
| 16    | 15 a 19 | 16    |
| 12    | 10 a 14 | 8     |
| 4     | 5 a 9   | 8     |
| 12    | 0 a 4   | 8     |

## Economia
El 2007 la població en edat de treballar era de 266 persones, 201 eren actives i 65 eren inactives. De les 201 persones actives 190 estaven ocupades (96 homes i 94 dones) i 11 estaven aturades (4 homes i 7 dones). De les 65 persones inactives 39 estaven jubilades, 16 estaven estudiant i 10 estaven classificades com a «altres inactius».

### Ingressos
El 2009 a Teilhède hi havia 178 unitats fiscals que integraven 429 persones, la mediana anual d'ingressos fiscals per persona era de 20.945 €.

### Activitats econòmiques
Dels 14 establiments que hi havia el 2007, 1 era d'una empresa alimentària, 1 d'una empresa de construcció, 2 d'empreses de comerç i reparació d'automòbils, 2 d'empreses d'hostatgeria i restauració, 1 d'una empresa immobiliària, 2 d'empreses de serveis, 1 d'una entitat de l'administració pública i 4 d'empreses classificades com a «altres activitats de serveis».
L'únic servei als particulars que hi havia el 2009 era un taller de reparació d'automòbils i de material agrícola.
L'any 2000 a Teilhède hi havia 14 explotacions agrícoles que ocupaven un total de 656 hectàrees.

## Equipaments sanitaris i escolars
El 2009 hi havia una escola elemental integrada dins d'un grup escolar amb les comunes properes formant una escola dispersa.

## Poblacions més properes
El següent diagrama mostra les poblacions més properes.